# Copa Dominicana de Fútbol 2016
La Copa Dominicana de Fútbol 2016 fue la segunda edición de dicha competición oficial organizada por la Federación Dominicana de Fútbol (FEDOFUTBOL). La Copa se realiza como un torneo de carácter abierto, o sea, que participan equipos tanto profesionales como aficionados. Comenzó el 29 de octubre de 2016 y finalizó el 4 de diciembre del mismo año, cuando el Cibao FC se coronó campeón por segunda vez consecutiva al derrotar al O&M FC.

## Equipos participantes

### Liga Dominicana de Fútbol
| Atlético San Cristóbal | Bauger FC | Cibao FC | Club Atlético Pantoja |
| O&M FC                 |           |          |                       |

### Aficionados
| Atlético FC       | Bob Soccer FC            | Campa FC              | Cibao Atlético |
| Club 6 de Febrero | Club Atlético Dominguito | Deportivo Cóndor      | Don Bosco FC   |
| El Bien FC        | Iberia FC                | Los 30 de Villa Tapia | Realiste FC    |
| Salcedo FC        | Santiago Junior          | UNEV FC               | Unión VPN FC   |

## Fase de grupos

### Zona Metropolitana

#### Grupo A
| Equipo                   | Pts | PJ | PG | PE | PP | GF | GC | Dif |
| ------------------------ | --- | -- | -- | -- | -- | -- | -- | --- |
| O&M FC                   | 7   | 3  | 2  | 1  | 0  | 9  | 5  | +4  |
| Atlético San Cristóbal   | 6   | 3  | 2  | 0  | 1  | 8  | 3  | +5  |
| Club Atlético Dominguito | 4   | 3  | 1  | 1  | 1  | 4  | 5  | -1  |
| Campa FC                 | 0   | 3  | 0  | 0  | 3  | 5  | 13 | -8  |

#### Grupo B
| Equipo                | Pts | PJ | PG | PE | PP | GF | GC | Dif |
| --------------------- | --- | -- | -- | -- | -- | -- | -- | --- |
| Club Atlético Pantoja | 6   | 2  | 2  | 0  | 0  | 18 | 0  | +18 |
| Bob Soccer FC         | 3   | 2  | 1  | 0  | 1  | 4  | 3  | +1  |
| El Bien FC            | 0   | 2  | 0  | 0  | 2  | 0  | 19 | -19 |

#### Grupo C
| Equipo      | Pts | PJ | PG | PE | PP | GF | GC | Dif |
| ----------- | --- | -- | -- | -- | -- | -- | -- | --- |
| Bauger FC   | 4   | 2  | 1  | 1  | 0  | 2  | 1  | +1  |
| UNEV FC     | 3   | 2  | 1  | 0  | 1  | 3  | 3  | 0   |
| Atlético FC | 1   | 2  | 0  | 1  | 1  | 3  | 4  | -1  |

### Zona Norte

#### Grupo D
| Equipo                | Pts | PJ | PG | PE | PP | GF | GC | Dif |
| --------------------- | --- | -- | -- | -- | -- | -- | -- | --- |
| Cibao Atlético        | 2   | 2  | 0  | 2  | 0  | 2  | 2  | 0   |
| Unión VPN FC          | 2   | 2  | 0  | 2  | 0  | 1  | 1  | 0   |
| Los 30 de Villa Tapia | 2   | 2  | 0  | 2  | 0  | 1  | 1  | 0   |

#### Grupo E
| Equipo            | Pts | PJ | PG | PE | PP | GF | GC | Dif |
| ----------------- | --- | -- | -- | -- | -- | -- | -- | --- |
| Club 6 de Febrero | 6   | 2  | 2  | 0  | 0  | 5  | 2  | +3  |
| Cibao FC          | 6   | 3  | 2  | 0  | 1  | 17 | 2  | +15 |
| Iberia FC         | 3   | 3  | 1  | 0  | 2  | 4  | 9  | -5  |
| Realiste FC       | 0   | 2  | 0  | 0  | 2  | 1  | 14 | -13 |

#### Grupo F
| Equipo           | Pts | PJ | PG | PE | PP | GF | GC | Dif |
| ---------------- | --- | -- | -- | -- | -- | -- | -- | --- |
| Don Bosco FC     | 7   | 3  | 2  | 1  | 0  | 9  | 5  | +4  |
| Salcedo FC       | 5   | 3  | 1  | 2  | 0  | 9  | 6  | +3  |
| Santiago Junior  | 3   | 3  | 1  | 1  | 1  | 4  | 7  | -3  |
| Deportivo Cóndor | 1   | 3  | 0  | 1  | 2  | 5  | 9  | -4  |

|  | Clasifica a cuartos de final |
|  | Clasifica a Repechaje        |

## Repechaje

### Zona Metropolitana
| Equipo                 | Pts | PJ | PG | PE | PP | GF | GC | Dif |
| ---------------------- | --- | -- | -- | -- | -- | -- | -- | --- |
| Atlético San Cristóbal | 3   | 1  | 1  | 0  | 0  | 3  | 1  | +2  |
| Bob Soccer FC          | 3   | 2  | 1  | 0  | 1  | 5  | 5  | 0   |
| UNEV FC                | 0   | 1  | 0  | 0  | 1  | 2  | 4  | -2  |

### Zona Norte
| Equipo       | Pts | PJ | PG | PE | PP | GF | GC | Dif |
| ------------ | --- | -- | -- | -- | -- | -- | -- | --- |
| Cibao FC     | 6   | 2  | 2  | 0  | 0  | 6  | 3  | +3  |
| Unión VPN FC | 0   | 1  | 0  | 0  | 1  | 1  | 2  | -1  |
| Salcedo FC   | 0   | 1  | 0  | 0  | 1  | 2  | 4  | -2  |

|  | Clasifica a cuartos de final |

## Fase Final
|  | Cuartos de final       | Cuartos de final     |                        |                | Semifinales                                    | Semifinales                                    | Semifinales                                    |  |        | Final          | Final          |  |
|  | 19 y 20 de noviembre   | 19 y 20 de noviembre |                        |                | 24 de noviembre (Ida) 26 de noviembre (Vuelta) | 24 de noviembre (Ida) 26 de noviembre (Vuelta) | 24 de noviembre (Ida) 26 de noviembre (Vuelta) |  |        | 4 de diciembre | 4 de diciembre |  |
|  |                        |                      |                        |                |                                                |                                                |                                                |  |        |                |                |  |
|  |                        |                      |                        |                |                                                |                                                |                                                |  |        |                |                |  |
|  | O&M FC (p)             | 2 (4)                |                        |                |                                                |                                                |                                                |  |        |                |                |  |
|  | O&M FC (p)             | 2 (4)                |                        |                |                                                |                                                |                                                |  |        |                |                |  |
|  | Club Atlético Pantoja  | 2 (3)                |                        |                |                                                |                                                |                                                |  |        |                |                |  |
|  | Club Atlético Pantoja  | 2 (3)                |                        | O&M FC         | 1                                              | 4                                              |                                                |  |        |                |                |  |
|  |                        |                      |                        | O&M FC         | 1                                              | 4                                              |                                                |  |        |                |                |  |
|  |                        |                      | Atlético San Cristóbal | 2              | 1                                              |                                                |                                                |  |        |                |                |  |
|  | Bauger FC              | 0                    | Atlético San Cristóbal | 2              | 1                                              |                                                |                                                |  |        |                |                |  |
|  | Bauger FC              | 0                    |                        |                |                                                |                                                |                                                |  |        |                |                |  |
|  | Atlético San Cristóbal | 4                    |                        |                |                                                |                                                |                                                |  |        |                |                |  |
|  | Atlético San Cristóbal | 4                    |                        |                |                                                |                                                |                                                |  | O&M FC | 0              |                |  |
|  |                        |                      |                        |                |                                                |                                                |                                                |  | O&M FC | 0              |                |  |
|  |                        |                      | Cibao FC               | 2              |                                                |                                                |                                                |  |        |                |                |  |
|  | Cibao Atlético         | 4                    | Cibao FC               | 2              |                                                |                                                |                                                |  |        |                |                |  |
|  | Cibao Atlético         | 4                    |                        |                |                                                |                                                |                                                |  |        |                |                |  |
|  | Club 6 de Febrero      | 2                    |                        |                |                                                |                                                |                                                |  |        |                |                |  |
|  | Club 6 de Febrero      | 2                    |                        | Cibao Atlético | 1                                              | 0                                              |                                                |  |        |                |                |  |
|  |                        |                      |                        | Cibao Atlético | 1                                              | 0                                              |                                                |  |        |                |                |  |
|  |                        |                      | Cibao FC               | 4              | 3                                              |                                                |                                                |  |        |                |                |  |
|  | Cibao FC               | 2                    | Cibao FC               | 4              | 3                                              |                                                |                                                |  |        |                |                |  |
|  | Cibao FC               | 2                    |                        |                |                                                |                                                |                                                |  |        |                |                |  |
|  | Don Bosco FC           | 1                    |                        |                |                                                |                                                |                                                |  |        |                |                |  |
|  | Don Bosco FC           | 1                    |                        |                |                                                |                                                |                                                |  |        |                |                |  |
|  |                        |                      |                        |                |                                                |                                                |                                                |  |        |                |                |  |

|                             |
| Cibao FC Campeón 2.° título |